# B.Z. am Mittag

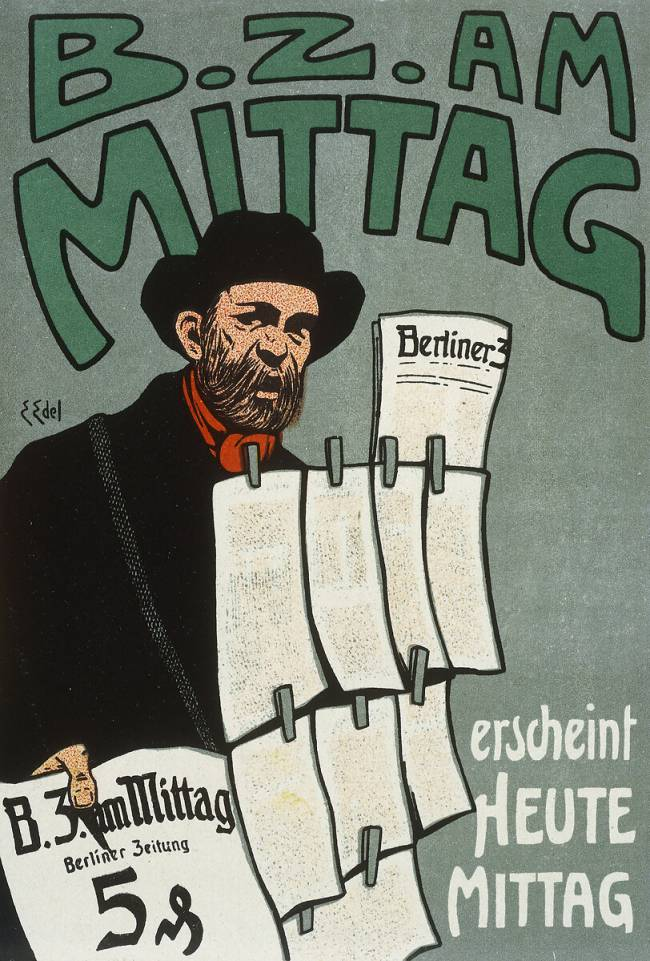
BZ-Werbeplakat 1904

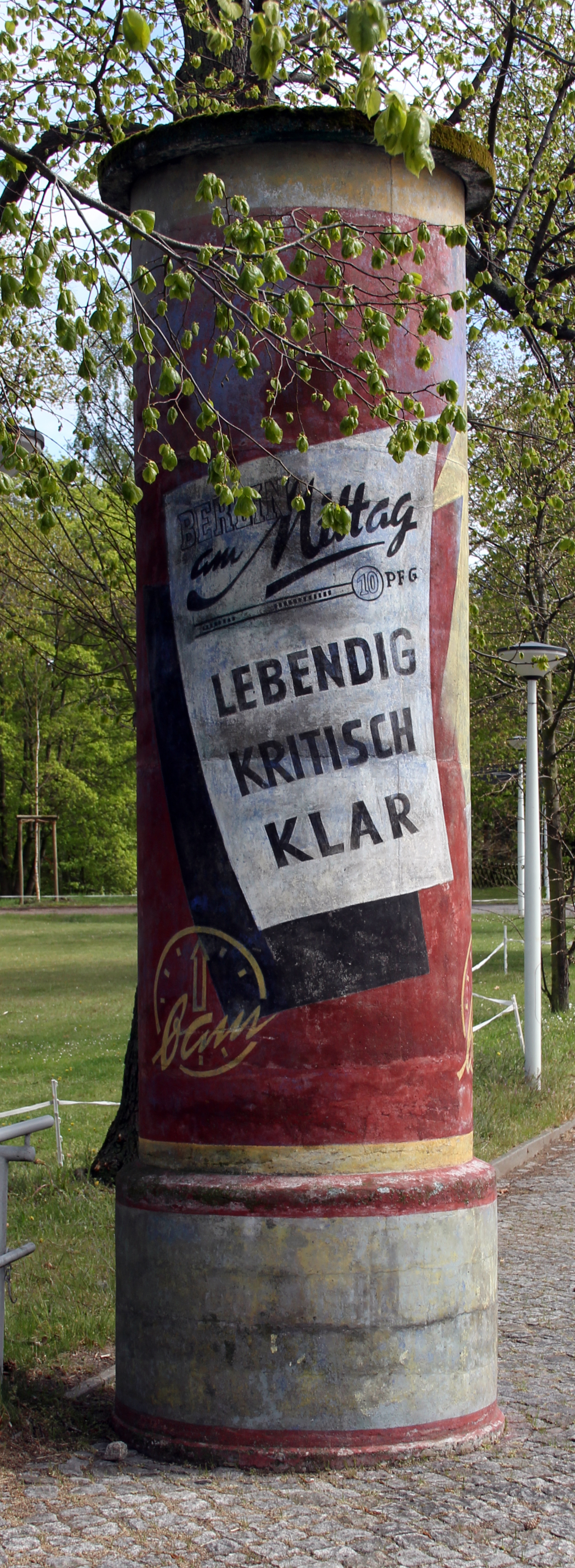
Litfaßsäule, Wannseebadweg 25, in Berlin-Nikolassee

Die B.Z. am Mittag (Berliner Zeitung am Mittag) war die erste deutsche Boulevardzeitung. Das Ullstein-Blatt erschien von 1904 bis 1943.

## Geschichte
B.Z. am Mittag war die erste Boulevardzeitung im Straßenverkauf für den deutschen Zeitungsmarkt. Am 22. Oktober 1904 erschien die erste Ausgabe in Stil und Aufmachung US-amerikanischer Vorbilder.
Das Kürzel „B.Z.“ steht für „Berliner Zeitung“, wie die Zeitung ursprünglich hieß. Diese war erstmals am 1. Januar 1878 im Ullstein Verlag erschienen. 1904 überarbeiteten die Zeitungsmacher das Konzept des Blattes komplett. Treibende Kraft hinter dem Projekt war der Sohn des Verlagsgründers, Louis-Ferdinand Ullstein. Die Morgenausgabe wurde eingestellt, weil sie eine unnütze Konkurrenz zur verlagseigenen Berliner Morgenpost darstellte. Obzwar einige Monate doppelt geführt, erschien schließlich nur mehr eine Ausgabe am Tag, statt wie bislang üblich eine Morgen- und eine Abendausgabe. Damit konnten Kosten eingespart werden. Zugleich umging man eine Absprache mit dem Konkurrenten August Scherl, dass keiner der Verlage ohne Zustimmung des anderen eine neue Zeitung auf den Markt bringen durfte.
Bereits vor 1914 hatte die Zeitung in London, New York, Paris und anderenorts eigene Auslandskorrespondenten. So landete das Blatt seinen ersten großen Coup mit der Daily-Telegraph-Affäre 1908. Nachdem das Interview mit Wilhelm II. im Daily Telegraph veröffentlicht wurde, verbreitete die B.Z. am Mittag das Interview nur drei Stunden später im Inland. Die Schnelligkeit war das Markenzeichen dieser Zeitung, und sie warb damit, „die schnellste Zeitung der Welt“ zu sein. Bis zu einer halben Stunde vor Beginn des Straßenverkaufs um 13 Uhr konnten Meldungen eingearbeitet werden. Der Straßenverkauf war der Hauptvertriebsweg, was auch Sinn ergab: Den Potsdamer Platz frequentierten 1908 in einer Stunde 174.000 Passanten, sie waren die potentiellen Kunden der wegelagernden Zeitungsjungen. Die Zeitung scheute auch nicht vor fragwürdigen Praktiken zurück: Als der flüchtige Karl Rudolf Hennig 1906 gesucht wurde, brachte das Blatt frei erfundene Interviews und Meldungen, wo Hennig gesichtet worden sei.
Am 5. Februar 1919 wurde eine zivile Fluglinie mit täglich zwei Flügen zwischen Berlin und Weimar in Betrieb genommen. Ein Doppeldecker der Deutschen Luftreederei (DLR) mit dem Pilot Gunther Plüschow brachte 4000 Exemplare (ca. 120 kg) der Zeitung B.Z. am Mittag nach Leipzig und Weimar. Die BZ am Mittag war die erste europäische Zeitung auf dem Wege der Luftpost befördert wurde und so ihren Lesern in Leipzig und Weimar bis dahin zu ungewöhnlich früher Stunde zuflog. Weitere Piloten mit der B.Z. am Mittag im Gepäck zwischen Weimar und Berlin waren Alfred Keller und Ernst Udet.
Im Dezember 1931 veröffentlichte Chefredakteur Franz Höllering interne Dokumente der NSDAP zur Gründung eines illegalen Nationalsozialistischen Fliegerkorps. Seine Ablösung durch den Verlag kommentierte Carl von Ossietzky in der Weltbühne am 5. Januar 1932 als „die skandalöseste Kapitulation vor dem Nationalsozialismus“, als „ein Verbrechen an der deutschen Pressefreiheit“.
Die letzte Ausgabe erschien am 26. Februar 1943, danach wurde die Zeitung als eine Maßnahme des „Totalen Krieges“ eingestellt.
Aus der Berliner Zeitung am Mittag ging 1953, nach der Restitution des enteigneten Ullstein-Vermögens, die B.Z. hervor. Diese erschien in Berlin (West) und hatte keinerlei Verbindungen zu der 1945 in Ost-Berlin gegründeten Berliner Zeitung aus dem Berliner Verlag.

## Chefredakteure
- 1904 bis 1909: Wilhelm Auspitzer (1867–1931)
- 1909 bis 1925: Max Wolf (1877–1925)
- 1925 bis 1926: Ernst Wallenberg (1878–1948)
- 1926 bis 1931: Franz Höllering (1896–1968)
- Ernst von der Decken (1894–1958)

## Bekannte Mitarbeiter
- Norbert Falk
- Bella Fromm
- Hellmuth von Gerlach
- Ferdinand Hardekopf
- Georg Hermann
- Walther Kiaulehn
- Arthur Koestler
- Artur Landsberger
- Emil Leimdörfer
- Wilhelm Meisl
- Max Osborn
- Gunther Plüschow
- Colin Ross
- Paul Wiegler
- Hans Heinz Stuckenschmidt